# آرتور زاپانیا
آرتور زاپانیا (اوکراینی: Артур Володимирович Западня؛ زادهٔ ۴ ژوئن ۱۹۹۰) بازیکن فوتبال اهل اوکراین است.
از باشگاه‌هایی که در آن بازی کرده‌است می‌توان به باشگاه فوتبال ماریوپول، باشگاه فوتبال متالورگ زاپروژیا، و باشگاه فوتبال فورسکلا پولتاوا اشاره کرد.
وی همچنین در تیم ملی فوتبال زیر ۲۱ سال اوکراین بازی کرده‌است.